# Vysoká nad Labem

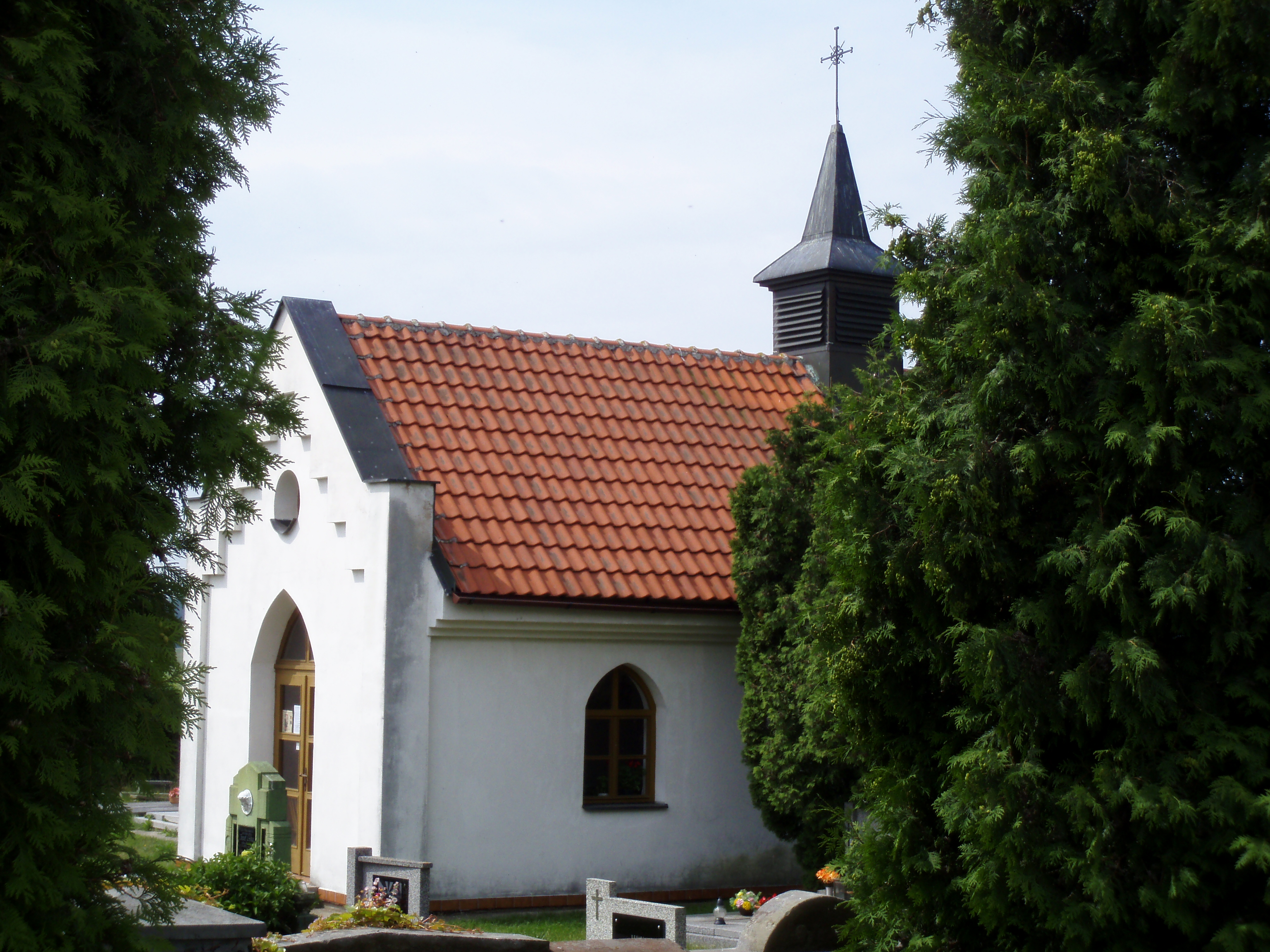
Friedhofskapelle

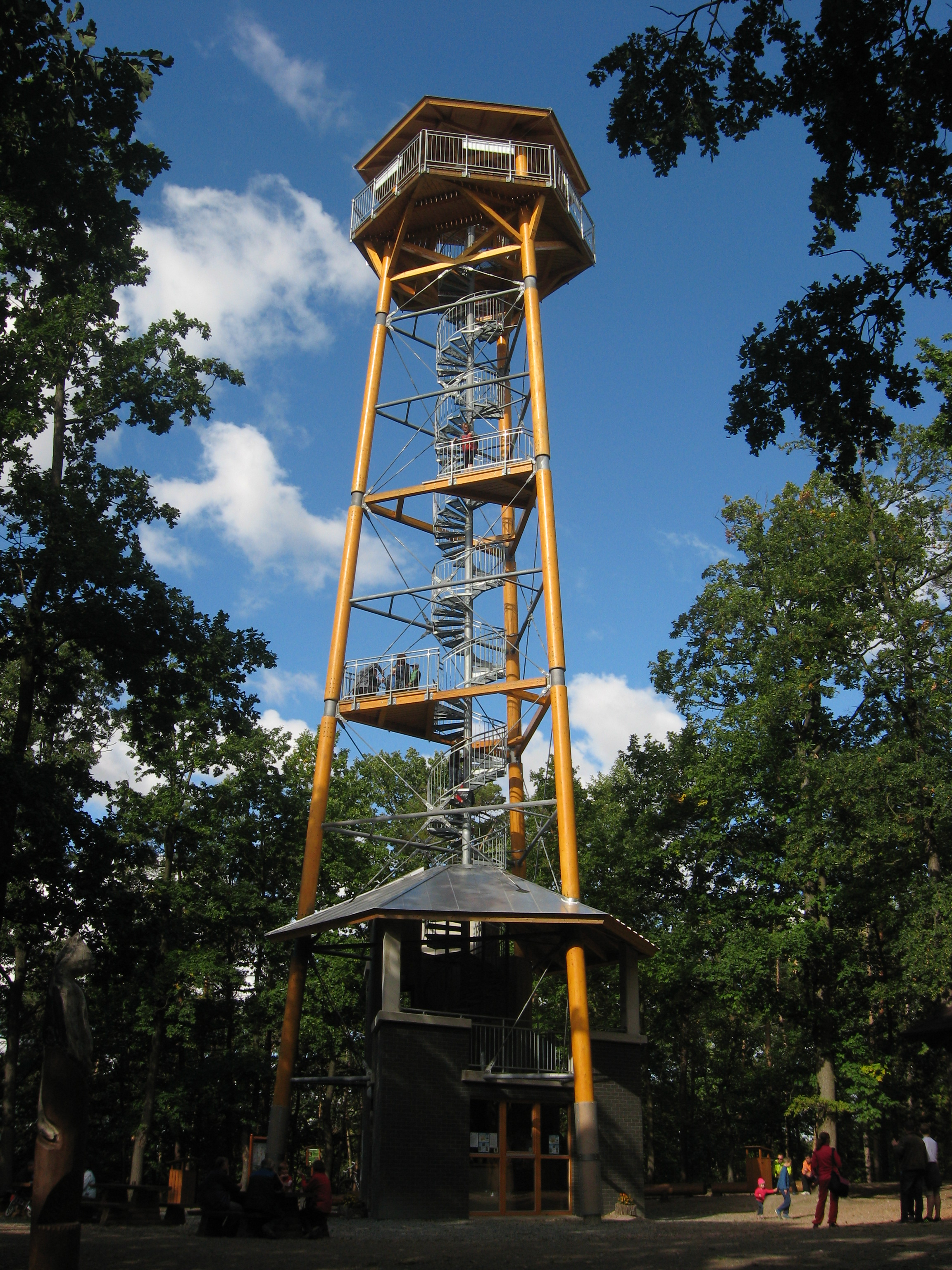
Aussichtsturm Milíř

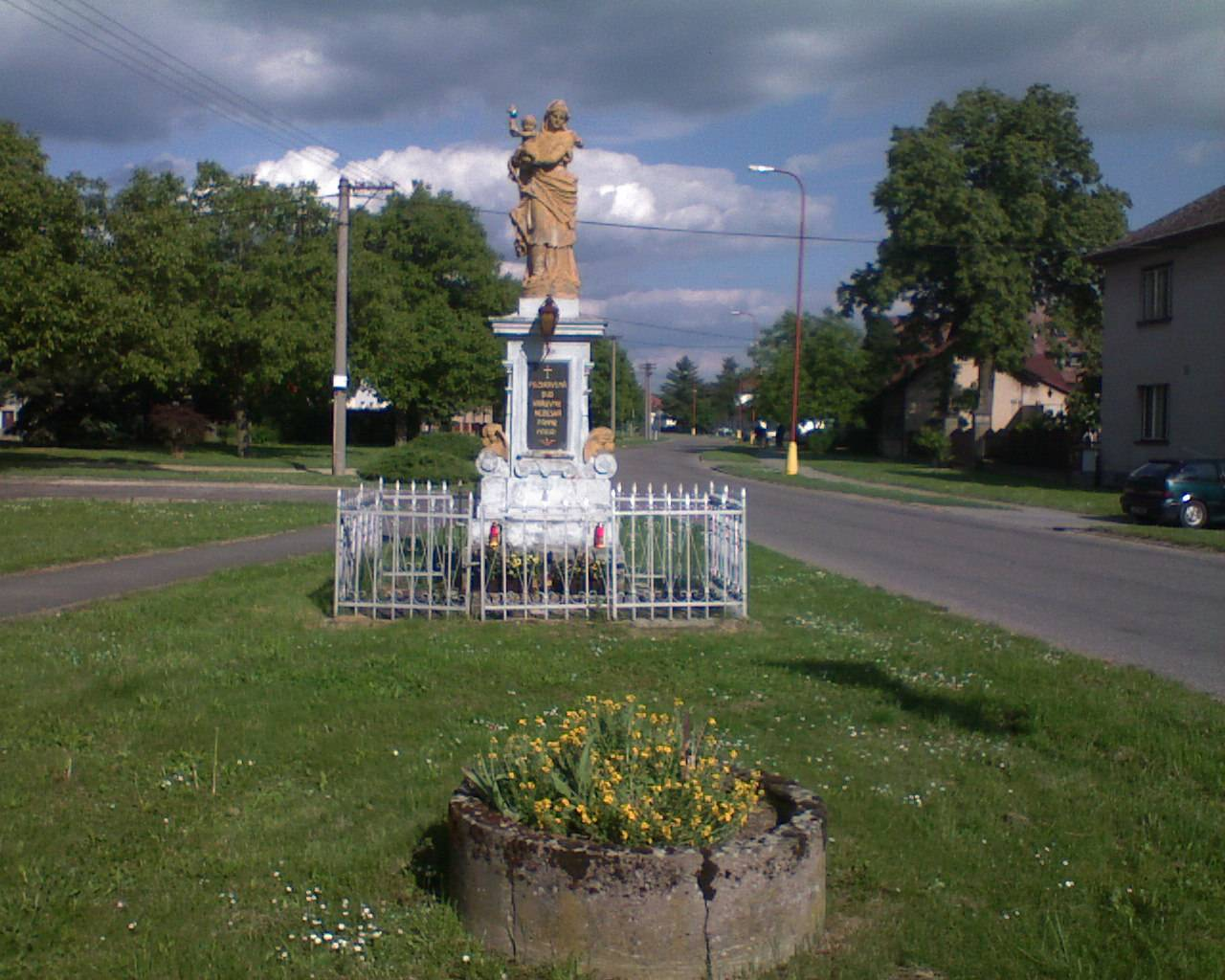
Marienstatue

Vysoká nad Labem (deutsch Wysoka, 1939–45: Wischka an der Elbe) ist eine Gemeinde in Tschechien. Sie liegt sechs Kilometer südlich des Stadtzentrums von Hradec Králové an dessen Stadtgrenze und gehört zum Okres Hradec Králové.

## Geographie
Vysoká nad Labem befindet sich linkselbisch am Westabfall der Třebechovická tabule (Hohenbrucker Tafel). Nordwestlich des Dorfes – am Opatowitzer Elbwehr des Wasserkraftwerkes Březhrad – nimmt der Opatowitzer Kanal seinen Ursprung. Im Norden und Osten wird der Ort von einem bewaldeten Rücken umgeben. Nördlich erhebt sich der Podzámčí (279 m n.m.), im Osten der Milířský kopec (Lhota, 285 m n.m.). Südlich des Dorfes fließt der Bach Nohavecký potok.
Nachbarorte sind Na Mlýnku, Roudnička, Kluky und Nový Hradec Králové im Norden, Běleč nad Orlicí, Krňovice und Štěnkov im Nordosten, Bělečko, Kukleny und Hoděšovice im Osten, Býšť, Hrachoviště und Borek im Südosten, Újezd u Sezemic, Zástava und Bukovina nad Labem im Süden, Čeperka und Opatovice nad Labem im Südwesten, Pohřebačka im Westen sowie Březhrad im Nordwesten.

## Geschichte
Die erste schriftliche Erwähnung von Vysoká erfolgte 1073 bzw. 1085 in der Gründungsurkunde des Klosters Opatowitz; das zu dieser Zeit aus sechs Anwesen bestehende Dorf gehörte neben Opatovice, Osice und Přelouč zur anfänglichen Dotation des Benediktinerklosters durch Vratislav II. Auf dem Hügel Podzámčí wurde im Jahre 1080 die hölzerne Feste Vysoká erwähnt. Der Milířský kopec mit Meilern und der aus sieben Chaluppen bestehenden Köhlersiedlung Lhotka (heute Podlesí) gehörte einem Herrn Lhota von Hradec, er überließ diese 1086 dem Kloster. Später wuchsen die Dörfer Vysoká und Lhotka zusammen. Die letzte Nachricht über die Feste Vysoká stammt von 1237.
Nachdem das Kloster 1421 von den Hussiten unter Diviš Bořek von Miletínek geplündert und niedergebrannt worden war, bemächtigte sich dieser der ausgedehnten Besitzungen. König Sigismund überschrieb Vysoká 1436 zusammen mit großen Teilen des ehemaligen Klosterbesitzes an Diviš Bořek, der daraus die mit der Herrschaft Pardubitz verbundene Herrschaft Kunburg bildete. Im November 1436 rückten kaiserliche Truppen auf Königgrätz vor, um den Prediger Ambrož Hradecký zu unterwerfen. In der Nacht zum 7. November 1436 überfielen die Königgrätzer Söldner das Nachtlager der Kaiserlichen und töteten u. a. deren Kommandeur Wilhelm Kostka von Postupitz. Nach dem Gefecht auf dem Chváleňák war das kaiserliche Heer versprengt oder gefangen genommen. Nachdem es König Sigismund im Folgejahr gelungen war, Ambrož aus der Stadt zu vertreiben, wurde am 14. Oktober 1437 Čert – ein Bediensteter des Jan Pardus von Vratkov – zusammen mit Anhängern des Predigers beim Versuch, die Stadt einzunehmen, von den Königgrätzern überwältigt. 23 der Angreifer, darunter auch der Anführer Čert, wurden an der Furt gegenüber von Vysoká in der Elbe ertränkt.
1454 wurde in Vysoká ein Vladikenhof mit 150 Scheffel Feldern, Wiesen und Wald erwähnt. Im Jahre 1464 erwarb Georg von Podiebrad beide Teile der Herrschaft Pardubitz. Am 5. April 1465 überschrieb er die Herrschaft Pardubitz einschließlich der ehemaligen Klosterdörfer Vysoká, Březhrad, Stěžery, Roudnicka und dem Wald Krivec seinen Söhnen Viktorin, Heinrich und Hynek von Münsterberg. Besitzer des Hofes Vysoká wurde im selben Jahre der spätere Verwalter der Herrschaft Pardubitz, Prokop Lišky von Vysoká. 1472 fiel die Herrschaft Pardubitz Heinrich von Münsterberg zu. Zusammen mit dem Gut Svítkov wurde auch der Hof Vysoká 1490 an die Herrschaft Pardubitz verpfändet. Im Jahre 1502 erwarb Wilhelm von Pernstein das Dorf im Tausch gegen einen Teil des Kunietitzer Berges von der Stadt Königgrätz und schlug es der Herrschaft Pardubice zu. 1513 wurde gegenüber von Vysoká mit dem Bau des Opatowitzer Kanals begonnen und das Opatowitzer Wehr errichtet. Zwischen 1515 und 1535 war Vysoká wahrscheinlich von der Herrschaft Pardubitz abgetrennt, da sich weder im herrschaftlichen Urbar noch im Burgrechtsbuch Erwähnungen finden, möglicherweise gehörte das Dorf in dieser Zeit zu Königgrätz. Der Hof Vysoká erlosch im 16. Jahrhundert und wurde parzelliert.
Nachdem die Königgrätzer Bürgerschaft auf Initiative von Lukáš Forman ansonsten Hostovský von Hostovice auf dem Kopec (Johannesberg) bei Třebeš eine Kirche zum Gedenken an Jan Hus, Hieronymus von Prag und andere böhmische Märtyrer erbaut hatte, baten die Untertanen aus Vysoká und Roudnička Johann von Pernstein um Zuweisung zur dortigen Pfarrei, da sie für den Besuch der Messen in Opatowitz jedes Mal die Elbe überqueren mussten. 1535 schloss Johann von Pernstein einen Vergleich mit der Königgrätzer Bürgerschaft und überschrieb der neuen Kirche Johannes des Täufers auf dem Johannesberg den bisher der Opatowitzer Kirche zugestandenen Zehnt und Abgaben aus beiden Dörfern. Jaroslav von Pernstein verkaufte die Herrschaft Pardubitz im Jahre 1560 an König Ferdinand I. Dieser ließ die Herrschaft Pardubitz durch ein System von 24 Rychta (Scholtiseien) neu organisieren; zu welcher Rychta Vysoká damals gehörte, ist nicht überliefert. Im Jahre 1563 bestand Vysoká aus 36 Anwesen und war damit deutlich größer als Opatowitz. Aus dem Urbar von 1588 geht hervor, dass Vysoká seinerzeit zusammen mit Rokytno, Dražkov, Bukovina, Borek, Oujezd, Bohumileč und Dříteč zur Rychta Dříteč gehörte. Die erste Erwähnung einer Rychta in Vysoká mit Zuständigkeit für die Dörfer Vysoká, Borek und Oujezd mit insgesamt 60 Anwesen erfolgte im Urbar von 1617. Während des Dreißigjährigen Krieges wurde Vysoká mehrmals ausgeplündert und verwüstet, so 1637 durch die Truppen des kaiserlichen Generals von Hatzfeldt; außerdem zogen 1639, 1643 und 1645 schwedische Truppen durch die Gegend. Im Jahre 1651 übte der Rychtář von Vysoká die niedere Gerichtsbarkeit in Vysoká, Bukovina und Borek aus. In Vysoká gab es zu dieser Zeit einen privilegierten Kretscham; das Dorf litt noch immer an den Folgen des Krieges, 22 der 36 Anwesen lagen wüst. 1785 bestand Wysokow bzw. Wysoka aus 41 Häusern. Ab 1770 gab der Schuster Josef Štěrba in Vysoká Privatunterricht. Das erste hölzerne Schulhaus entstand 1798.
Im Jahre 1835 bestand das im Chrudimer Kreis gelegene Dorf Wysoka aus 78 Häusern, in denen 610 Personen lebten. Im Ort gab es eine Schule und ein Forsthaus. Pfarrort war Neu-Königgrätz. Bis zur Mitte des 19. Jahrhunderts blieb Wysoka der k.k. Kameralherrschaft Pardubitz untertänig.
Nach der Aufhebung der Patrimonialherrschaften bildete Vysoká nad Labem ab 1849 eine Gemeinde im Gerichtsbezirk Pardubitz. Kaiser Franz Joseph I. verpfändete die k. k. Kameralherrschaft Pardubitz im Jahre 1855 als Staatsschuldverschreibung an die Oesterreichische Nationalbank, die die Herrschaft am 25. Juni 1863 an die k. k. privilegierte Österreichische Credit-Anstalt für Handel und Gewerbe verkaufte. 1865 erwarb der Industrielle Johann Liebieg zusammen mit den Gütern Dašice und Vysoké Chvojno auch das Wysoker Forstrevier. Im Jahre 1866 wurde Roudnička nach Vysoká eingeschult. Ab 1868 gehörte die Gemeinde zum Bezirk Pardubitz. 1869 erfolgte der Abbruch der alten Schule, an ihrer Stelle wurde ein neues steinernes Schulgebäude errichtet. Im Jahre 1874 wurde ein Glockentürmchen mit einem Gestell aus Buchenholz errichtet. Am 8. November 1874 veranstaltete die Familie von Liebieg in den Wäldern östlich von Vysoká eine Kaiserjagd unter Anwesenheit von Franz Joseph I. und Elisabeth von Österreich-Ungarn statt. Auf der Wiese Rundel fand ein Bauer im Jahre 1878 einen Münzschatz von ca. 130 Silbermünzen. Das Frühjahrshochwasser der Elbe von 1881 spülte einen frühzeitlichen, aus Eichenholz geschnitzten, Kahn ans Ufer. Im Jahre 1883 erfolgte der Bau der Elbbrücke nach Opatovice. Liebieg & Comp. verkaufte die Dašicer Güter 1884 für 2.700.000 Gulden an Alexander Markgraf Pallavicini auf Jemnice. Die Freiwillige Feuerwehr wurde 1886 gegründet. Die Kapelle des hl. Johannes des Täufers wurde 1887 abgebrochen und an ihrer Stelle sowie dem alten Kriegsgräberfeld das Gemeindehaus errichtet. Im selben Jahr entstand auch ein Wasserwerk. Der Milířský kopec wurde 1888 mit 1200 Obstbäumen bepflanzt. Der Friedhof am südwestlichen Ortsrand entstand 1899, zuvor erfolgten die Bestattungen auf dem Johannesberg. Am 3. Mai 1899 ertranken vier Personen unterhalb des Opatowitzer Kanalwehrs in der Elbe, als ihr Boot beim Angeln kenterte. 1917 wurde die Dorfglocke requiriert und durch die Totenglocke vom Friedhof ersetzt. 1922 wurde Vysoká nad Labem elektrifiziert. Ein Jahr später erfolgte der Bau der Straße von Hradec Králové nach Bukovina. Die Schule wurde 1930 umgebaut. Im Zuge der Bodenreform erwarb der Bezirk Pardubitz im November 1931 das 16.068 ha große Wysoker Forstrevier für 3.000.000 Kč. 1940 eröffnete ein Kindergarten in Vysoká, er bezog 1945 neue Räumlichkeiten im Erdgeschoss der Schule. Da das alte Wasserwerk nicht ausreichend Wasser lieferte wurde 1943 nach Plänen von Rudolf Kunc aus Pardubice ein neues Gravitationswasserwerk errichtet.
In der Nacht vom 3. zum 4. April 1944 landete in der Flur Příseky bei Vysoká die aus dem Kommandanten Josef Šandera (Deckname Velký Josef), dem Funker Josef Žižka (Deckname Malý Josef), Tomáš Býček sowie dem Funkgerät Marta bestehende Fallschirmspringergruppe Barium. Ihre Aufgabe war die Mobilisierung gewerkschaftlicher Aktivitäten in der Gegend von Hradec Králové, Žamberk und Rychnov nad Kněžnou zur Vorbereitung und Durchführung eines bewaffneten Aufstands. Die Gruppe wurde am 16. Januar 1945 in Polsko bei Žamberk nach Verrat durch die Gestapo ausgehoben. In der Nacht zum 1. Mai 1945 wurde die vierköpfige Familie des Bauern Bohumil Kašpar in ihrem Haus Nr. 90 erschossen; der Mord an den Eheleuten Kašpar und ihren beiden Kindern wurde nie aufgeklärt. Am 7. Mai 1945 umzingelten SS-Leute aus Königgrätz das Dorf und durchsuchten die Häuser; dabei stellten sie sieben geflohene russische Kriegsgefangene gefangen, die in den Wald flüchten wollten. Alle 47 Männer wurden hinauf zum Forsthaus getrieben. Danach wurde die Ortslage Podlesí beschossen. Auf der Lindenallee beim Forsthaus erfolgte die Erschießung von sechs der gefangenen Russen, außerdem wurden vier Einwohner wegen angeblicher aktiver Unterstützung von Partisanen und Widerstandsaktionen der Fallschirmspringer erschossen. Nachdem ein Kurier dem Kommandeur eine Nachricht überbracht hatte, die die SS-Leute in Aufregung versetzte, wurde die Vergeltungsaktion abgebrochen. Mit dem Ultimatum zur Ablieferung sämtlicher Waffen bis zum nächsten Tag 11 Uhr bei Androhung der Erschießung von 20 Einwohnern und des Bürgermeisters fuhren die SS-Leute in Eile davon und kehrten auch nicht wieder nach Vysoká zurück. Am 10. Mai 1945 erfolgte die Beisetzung der zehn Erschossenen. Beim Forsthaus wurde am 1. Juni 1947 ein Gedenkstein aufgestellt.
Nachdem die Kollektivierung der Landwirte von Vysoká zu Beginn der 1950er Jahr nur sehr schleppend vorankam, wurde im September 1955 in dem Dorf eine Zweigstelle der Tschechoslowakischen Staatsgüter (ČSSS) in Hradec Králové eingerichtet. Zur Gewährleistung der Ernte übernahm sie zunächst den Hof eines in einer persönlichen Sache zu einer Haftstrafe verurteilten Bauern. Im November 1955 und Januar 1956 erfolgte im Rahmen der gerichtlichen Liquidation von Kulakenwirtschaften die Enteignung von vier weiteren Landwirtschaftsbetrieben, denen die Nichteinhaltung von Lieferverpflichtungen an den Staat sowie unzureichendes Landmanagement und Versorgung des Viehs vorgeworfen wurde. Drei der Bauern wurden zu Haftstrafen von sechs bis acht Jahren, Verlust der bürgerlichen Rechte und des Eigentums sowie der Aussiedlung verurteilt, der vierte starb während der Untersuchungshaft. Am 6. März 1956 erfolgte die Gründung der JZD, die 34 Mitglieder bewirtschafteten 142 ha. Zum 1. April 1956 war die JZD auf 160 Mitglieder mit 567 ha angewachsen, nur noch sechs Bauern wirtschafteten privat. Am selben Tage wurde die Niederlassung der ČSSS aufgelöst und deren Land der JZD übergeben.
1951 wurde Vysoká nad Labem dem Okres Hradec Králové-okolí zugeordnet; dieser wurde im Zuge der Gebietsreform von 1960 aufgehoben, seitdem gehört die Gemeinde zum Okres Hradec Králové. Der Glockenturm an der Schule wurde 1951 abgetragen, auf dem Dach des Spritzenhauses entstand ein Dachreiter für die Glocke. 1982 wurde die Schule trotz Protesten und einer Unterschriftensammlung für ihren Erhalt geschlossen, das gesamte Schulhaus wird seitdem vom Kindergarten genutzt. Seit 2008 führt die Gemeinde ein Wappen und Banner.

## Gemeindegliederung
Für die Gemeinde Vysoká nad Labem sind keine Ortsteile ausgewiesen. Zu Vysoká nad Labem gehören die Ortslagen Malá strana, Na Vinicí, Pod Vinicí, Na Rybníku, Na Podlesí und Obicka sowie die Einschichten U Kříže und U Mosty (Vischerhütte).

## Sehenswürdigkeiten
- Aussichtsturm Milíř auf dem Milířský kopec, er hat eine Höhe von 31 m und wurde zwischen 2011 und 2013 errichtet. Bereits seit den 1930er Jahren stand an der Stelle ein hölzerner Turm, der 1948 zusammenfiel.[9]
- Friedhofskapelle, sie wurde 1899 als Totenhalle errichtet und 1993 zur Kapelle umgebaut. Die Glocke hing zuvor auf dem Dach des Spritzenhauses. In der Kapelle befinden sich zwei Gedenktafeln an die Fallschirmspringergruppe Barium und den Funksender Marta sowie an die ermordete Familie Kašpar
- Opatowitzer Wehr, das beim Bau des Opatowitzer Kanals errichtete Elbwehr wurde 1783–1787 durch einen Neubau ersetzt. Auf der Vysoker Seite befindet sich die Einschicht U Mosty (Vischerhütte), in dem Haus wohnte der Wehraufseher.[10]
- Legionärsdenkmal der Freiheit an der Westseite des Kindergartens. Es wurde 1921 vom Bildhauer Doležal aus Pardubice für 5000 Kronen gestaltet und enthält die Namen der 32 im Ersten Weltkrieg gefallenen Einwohner von Vysoká. Der Stein besteht aus Horschitzer Sandstein und war ursprünglich am Forsthaus als Gedenkstein an die Kaiserjagd von 1874 mit Franz Joseph I. und Sisi aufgestellt wurden. Nach dem Zusammenbruch der k. u. k. Monarchie und Gründung der Tschechoslowakei wurde der an die verhasste Habsburgermonarchie erinnernde Gedenkstein Halali abgetragen und später im Auftrag der tschechoslowakischen Legionäre aus Vysoká nad Labem zur Kriegerdenkmal umgearbeitet.[11]
- hölzernes Glockentürmchen, errichtet 2010 an der Stelle des 1951 abgetragenen Vorgängerbaus[12]
- Kreuz gegenüber der Schule, errichtet 1875
- Forsthaus Vysoká, es steht weithin sichtbar auf der Anhöhe über der Ortslage Podlesí, das ursprüngliche Forsthaus befand sich im Dorf und wurde 1875 verkauft.[13]
- Gedenkstein für die am 7. Mai 1945 Erschossenen, am Forsthaus, errichtet 1947